# Godków-Osiedle
Godków-Osiedle (niem. Jädickendorf) – osada wsi Godków w Polsce, położona w województwie zachodniopomorskim, w powiecie gryfińskim, w gminie Chojna. 
W latach 1975–1998 osada położona była w województwie szczecińskim.
Pierwotnie i częściowo do dziś była to osada zamieszkiwana przez pracowników PKP. W osadzie znajduje się stacja kolejowa Godków. 2 km dalej położone jest jezioro Jelenin. Godków otoczony jest polami, lasami i łąkami.